# Cyperus ankaratrensis
Cyperus ankaratrensis är en halvgräsart som beskrevs av Henri Chermezon. Cyperus ankaratrensis ingår i släktet papyrusar, och familjen halvgräs. Inga underarter finns listade i Catalogue of Life.